# Equipe 84
Equipe 84 era una banda italiana fundada en 1964 en Módena. El nombre fue originalmente sugerido por un amigo de la banda, Pier Farri. Se pensaba que 'Equipe' era una palabra que resonaría más fácilmente fuera de su país de origen, y aunque el origen de “84” no está claro, se presume que ha sido la edad total de los miembros de la banda en el momento de su creación.
Originalmente formada por Maurizio Vandelli (voz, guitarra), Victor Sogliani (bajo eléctrico), Alfio Cantarella (batería) and Franco Ceccarelli (guitarra), Equipe 84 grabó su álbum debut homónimo en 1965 bajo el sello discográfico Vedette, antes de firmar un acuerdo más lucrativo con Dischi Ricordi. A partir de 1966, Equipe 84 obtuvieron un éxito comercial en Italia con algunas sencillos, «29 settembre» y «Io ho in mente te». En 1967, la banda apareció en la película de Mariano Laurenti,  I ragazzi di bandiera gialla.
Posterior a una caída de popularidad, Equipe 84 se disolvió oficialmente en 1977. A mediados de la década de 1980, Sogliani y Ceccarelli intentaron una reunión de corta duración, que resultó en el álbum final de la banda, Un amore vale l'altro (1989).

## Miembros
Miembros principales
- Maurizio Vandelli – voz principal, guitarra, teclado (1963–1977)
- Franco Ceccarelli – coros, guitarra (1963–1970 y 1984–2012)
- Victor Sogliani – coros, bajo eléctrico (1963–1977 y 1984–1995)
- Alfio Cantarella – batería (1963–1970 y 1973–1977)

Otros miembros
- Mike Shepstone – batería (1970)
- Franz Di Cioccio – batería  (1970–1971)
- Ruggero Stefani – batería (1972)
- Paolo Siani – batería (1976–1977)
- Dario Baldan Bembo – teclado (1970–1972)
- Gagliardone Thomas – teclado (1972–1977)
- Roberto Poltronieri – bajo eléctrico (1995–2006)

## Discográfia

### Álbumes de estudio
| Año  | Detalles                                                                              |
| ---- | ------------------------------------------------------------------------------------- |
| 1965 | Equipe 84 - Publicación: octubre de 1965 - Discográfica: Vedette Records              |
| 1966 | Io ho in mente te - Publicación: septiembre de 1966 - Discográfica: Dischi Ricordi    |
| 1968 | Stereoequipe - Publicación: 21 de septiembre de 1968 - Discográfica: Dischi Ricordi   |
| 1970 | ID - Publicación: 23 de julio de 1970 - Discográfica: Dischi Ricordi                  |
| 1971 | Casa mia - Publicación: septiembre de 1971 - Discográfica: Dischi Ricordi             |
| 1973 | Dr. Jekyll & Mr. Hyde - Publicación: octubre de 1973 - Discográfica: Ariston Records  |
| 1974 | Sacrificio - Publicación: junio de 1974 - Discográfica: Ariston Records               |
| 1989 | Un amore vale l'altro - Publicación: enero de 1989 - Discográfica: Rose Rosse Records |